# دانشگاه ملک فیصل
دانشگاه ملک فیصل (عربی: جامعة الملك فيصل) یک دانشگاه دولتی است که دارای پردیس اصلی آن در هفوف در منطقه احسا عربستان سعودی واقع است. این دانشگاه در سال ۱۹۷۵ تأسیس شده است. دانشگاه ملک فیصل نخست با چهار دانشکده تأسیس شد: دو دانشکده در دمام و دو دانشکده دیگر در احسا. [۲] بعداً دانشکده‌های دمام جداگانه دانشگاه دمام را تشکیل دادند.